# Hippolyte Lecomte

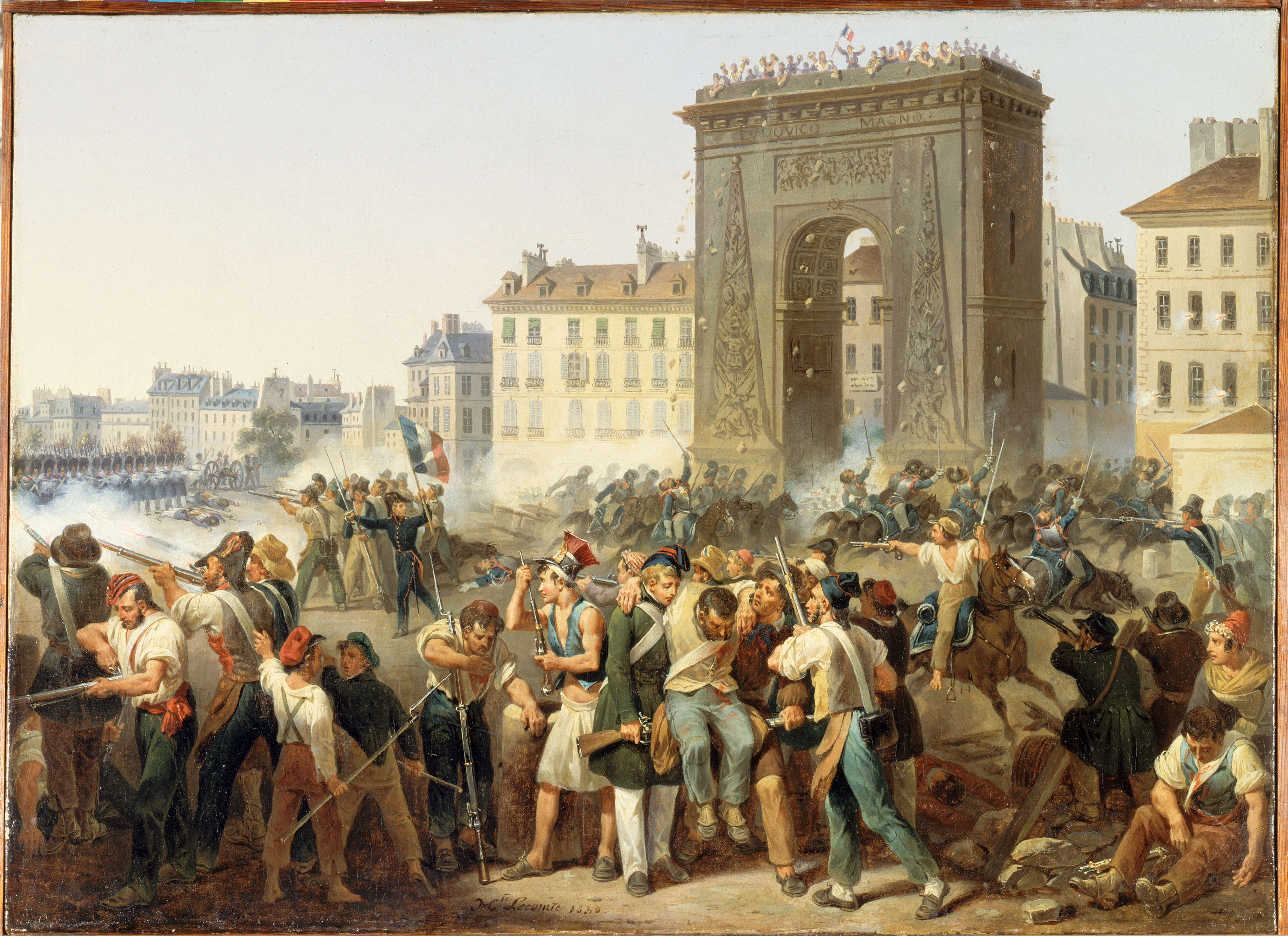
Rewolucja lipcowa we Francji, walki w Porte Saint-Denis 28 lipca 1830

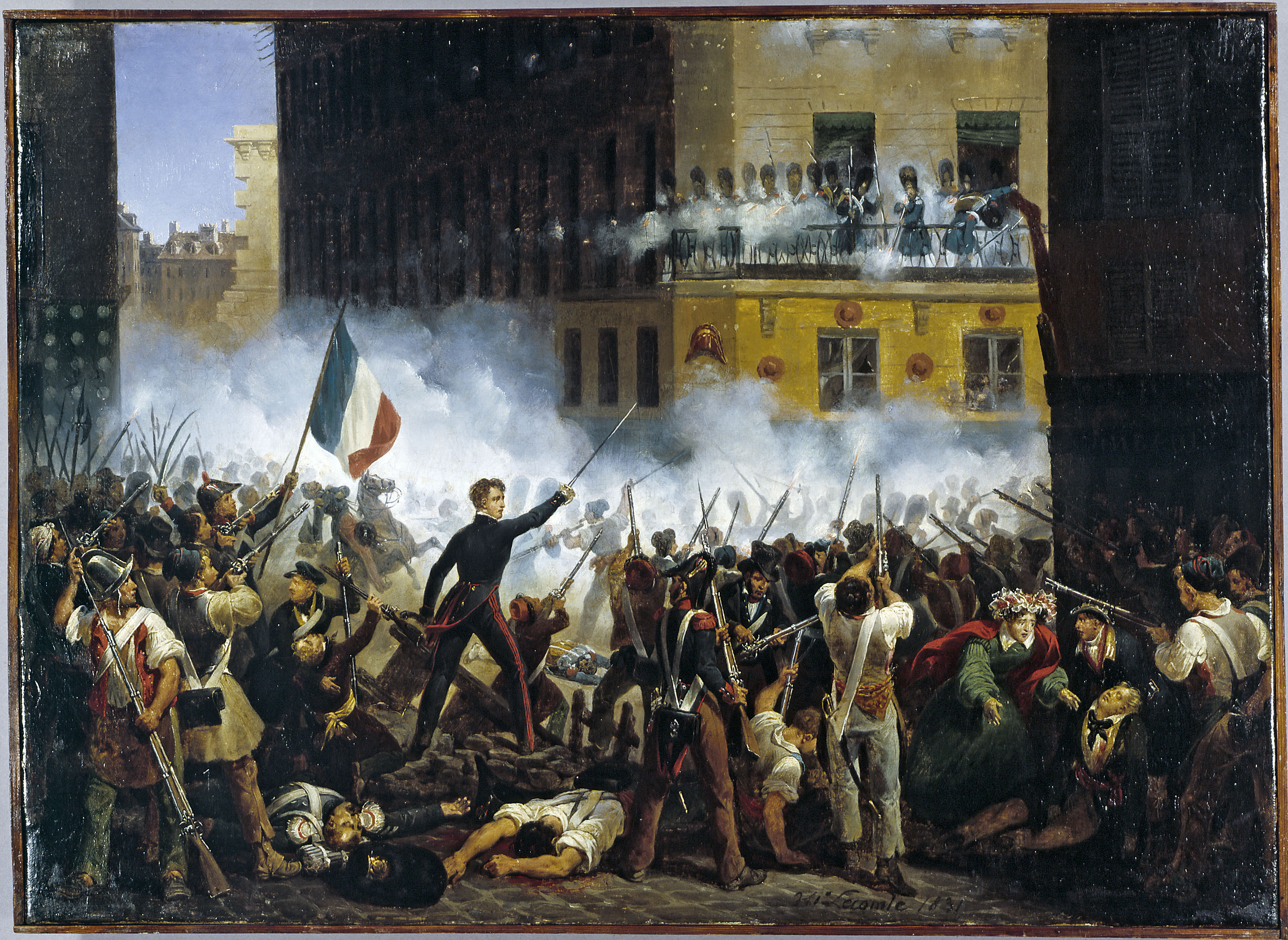
Rewolucja lipcowa we Francji, walki na ul. Rohan 29 lipca 1830

Hippolyte Lecomte (ur. 28 grudnia 1781 w Puiseaux, zm. 25 lipca 1857) – francuski malarz, znany głównie z obrazów historycznych i pejzaży. Był uczniem Jeana-Baptiste Regnaulta i Pierre`a Mongina (1761-1827). Regularnie wystawiał w paryskim Salonie w latach 1804–1847, otrzymał m.in. medal pierwszej klasy w 1808.
Jego syn – Émile Vernet-Lecomte (1821–1900) – był malarzem orientalistą.

## Wybrane prace
- Napoléon Ier se faisant présenter à Astorga des prisonniers anglais et ordonne de les traiter avec des soins particuliers, janvier 1809, 1810,
- Reddition de Mantoue, le 2 février 1797: le général Wurmser se rend au général Sérurier, 1812,
- Episode de la guerre d'Espagne en 1823, prise des retranchements de Sainte-Marguerite devant la Corogne, le 5 juillet 1823, 1828,
- Combat de Salo en Italie, 31 juillet 1796. Le général Guyeux assiégé, 1836,
- Bataille de Hochstaedt sur le Danube remportée par les généraux Moreau et Lecourbe sur l'armée autrichienne, 19 juin 1800, 1838,
- Combat de Mautern en Styrie, remporté par l'armée d'Italie commandée par le prince Eugène de Beauharnais, vice-roi d'Italie, sur les troupes autrichiennes du général Jellarich, 25 mai 1809, 1839,
- Combat dans les gorges du Tyrol, mars 1797,
- La bataille de Raab, 14 juin 1809,
- La prise de Stralsund, 20 août 1807,
- Le combat de Hollabrunn, 10 juillet 1809.